# 有田正憲
有田 正憲（ありた まさのり、1912年 - 没年不明）は、宮崎県都城市出身の右翼、特殊株主、政治運動家（笹川良一秘書）、天理教布教師。　

## 略歴
- 戦前期より南朝復古と翼賛運動に身を投じる。『南朝奉戴会』を立ち上げ、熊沢天皇を晩年まで一貫して支援し続けた。
- 1949年（昭和24年）2月27日 - 第2回都城市長選挙に初出馬、得票数1,113で最下位落選して以降[1]、『国民政治連合（国政連）』[2]、『緑風会』[3]などの政治団体を主宰し、選挙闘争を全国展開する。
- 安保闘争期には、行動右翼の代表格の1人であった清水亘（大日本独立青年党総裁）と合流し、『議会主義政治擁護国民同盟（議擁同）』を結成。

小田俊与（人道主義政治連盟）、深作清次郎（反ソ決死隊）、南俊夫（自称：世界連邦創始者）、杉本一夫、岸本力男（後の稲川会越路家一家三代目、全愛会議理事長）、福田進（防共挺身隊）、山陰探月、別城遺一ら右派常連候補を糾合し、国会浄化、暴力スト粉砕、日教組解体、邪教創価学会殲滅などの主張を叫んでは、革新勢力に対する減票工作のため、国政選挙などへの大量立候補を敢行した。
- 議擁同の活動停止後、1968年の第8回参議院議員通常選挙には全国区から、1974年の第10回参議院議員通常選挙には東京都選挙区から、各々単騎出馬。
- 1980年（昭和55年） - 自ら発起人となって各界から出資を募り、巣鴨拘置所の処刑台跡地（現：サンシャイン60脇の東池袋中央公園）に、『永久平和を願って』と記した極東国際軍事裁判のA級戦犯慰霊碑を建立したため[4]、近隣住民の組織『戦犯記念碑建設に反対する連絡会』が、管理者の豊島区長を相手取って違憲訴訟を提起し[5]、公費支出の正当性が最高裁まで争われた。
- 1986年（昭和61年） - 『老人福祉党』結党。同年の第14回参議院議員通常選挙に確認団体として比例代表区に有田以下、林隆造、前川逸男、吉川朝臣、花輪春造（治三）ら10名を擁立し、223,532票を獲得するが、全員落選した。その後、有田の組織・人脈は福田拓泉・撫子夫妻に引き継がれた。
- 1988年4月1日をもって、政治資金規正法第17条第2項（収支報告書の未提出）により、『有田正憲後援会』は政治活動のための寄附の支出または受領が認められない団体となった[6]。